# Croton subcinerellus
Croton subcinerellus är en törelväxtart som beskrevs av Léon Camille Marius Croizat. Croton subcinerellus ingår i släktet Croton och familjen törelväxter. Inga underarter finns listade i Catalogue of Life.